# Die Soliton-Welle
Die Soliton-Welle (Originaltitel: New Ground) ist die zehnte Folge der fünften Staffel der US-amerikanischen Science-Fiction-Fernsehserie Raumschiff Enterprise – Das nächste Jahrhundert. Sie wurde in den Vereinigten Staaten über Syndication vermarktet und erstmals am 6. Januar 1992 auf verschiedenen Fernsehsendern ausgestrahlt. In Deutschland war sie zum ersten Mal am 12. April 1994 in einer synchronisierten Fassung auf Sat.1 zu sehen.

## Handlung
Im Jahr 2368 bei Sternzeit 45376.3 fliegt die Enterprise nach Bilana III, wo sie an der Erprobung einer völlig neuen Antriebsart, einer sogenannten Soliton-Welle, teilnehmen soll. Unterdessen erhält der klingonische Sicherheitschef Worf Besuch von seiner menschlichen Adoptivmutter Helena Rozhenko. Sie und ihr Mann hatten vor einem Jahr Worfs Sohn Alexander bei sich aufgenommen, doch sie fühlen sich inzwischen zu alt, um angemessen für ein klingonisches Kind sorgen zu können. Die beiden möchten daher, dass Alexander wieder bei seinem Vater lebt. Alexanders Verhältnis zu Worf ist sehr distanziert und dieser fühlt sich mit seiner neuen Aufgabe als Vater etwas überfordert. Er ist sich daher zunächst unsicher, ob er seinen Sohn tatsächlich dauerhaft an Bord behalten möchte.
Dr. Ja'Dar, der Entwickler der Soliton-Welle, kommt an Bord und erklärt den Ablauf des Tests: Die Soliton-Welle soll überlichtschnelles Reisen ohne einen Warp-Antrieb ermöglichen. Sie wird durch eine Reihe von Feldspulen auf Bilana III erzeugt und ein Testschiff soll auf ihr in Richtung des drei Lichtjahre entfernten Planeten Lemma II reiten. Dort sind weitere Spulen installiert, die die Welle schließlich zerstreuen sollen. Die Enterprise soll das Testschiff verfolgen und seinen Flug überwachen. Sie muss allerdings die Entfernung zu dem Schiff sehr gering halten, da sonst die Sensoren aufgrund der von der Welle abgegebenen Strahlung keine brauchbaren Daten empfangen würden.
Worf meldet Alexander in der Schule der Enterprise an und kurz darauf nehmen beide an einem Eltern-Kinder-Ausflug teil. In einem Biolabor gibt es eine Ausstellung über vom Aussterben bedrohte Lebewesen. Alexander ist begeistert von einem Käfig, in dem zwei corvanische Gilvos leben. Diese sollen umgesiedelt werden, um den Bestand ihrer Art zu vergrößern. Alexanders Lehrerin Mrs. Kyle bemerkt an ihm allerdings gewisse Auffälligkeiten. Sie beobachtet, wie er heimlich ein Modell einsteckt. Sie spricht ihn darauf an und möchte dies gern als bloßes Versehen betrachten, doch Alexander leugnet, das Modell überhaupt genommen zu haben. Worf findet es jedoch in seiner Tasche und ist nun sehr beschämt, dass Alexander ein Dieb und ein Lügner ist. In ihrem Quartier stellt er ihn zur Rede. Er erzählt ihm eine Geschichte aus der klingonischen Mythologie, um seinem Sohn klarzumachen, dass solch unehrenhaftes Verhalten auch auf seine Familie abfärbt. Alexander zeigt Reue und verspricht, nicht wieder zu stehlen.
Nachdem alle Vorbereitungen getroffen sind, wird der erste Testlauf der Soliton-Welle gestartet. Zunächst verläuft alles wie geplant, doch plötzlich entsteht eine unerwartete Subraum-Verzerrung. Das Testschiff explodiert und die Enterprise wird erschüttert. Während die Reparaturen laufen, wird festgestellt, dass die Soliton-Welle weiter Kurs auf Lemma II hält. Ihre Geschwindigkeit hat sich erhöht und ihr Energieniveau ist stark gestiegen. Dies stellt eine ernste Gefahr für den Planeten dar, der im schlimmsten Fall von der Welle komplett vernichtet werden könnte.
Mrs. Kyle bittet Worf um ein Gespräch, denn Alexander lügt weiterhin und bestiehlt seine Klassenkameraden. Worf sucht nach seinem Sohn und findet ihn auf dem Holodeck. Dort lässt er eines von Worfs Programmen laufen und kämpft mit dessen Bat’leth – all das natürlich ohne seinen Vater vorher um Erlaubnis gefragt zu haben. Worf ist ratlos über das fortgesetzte schlechte Verhalten seines Sohnes. Er befürchtet, als Vater versagt zu haben, und beschließt, Alexander auf eine klingonische Schule zu schicken, auf der strenge Disziplin herrscht. Alexander will davon nichts wissen und Worf berät sich mit Counselor Troi. Sie rät ihm, sich in die Lage seines Sohnes zu versetzen. Er hat seinen Vaters erst kurz vor der Ermordung seiner Mutter kennengelernt. Gleich darauf wurde er von Worf auf die Erde geschickt. Für ihn muss es sich damals angefühlt haben, als ob er am gleichen Tag beide Elternteile verliert. Worf nimmt sich vor, mit Alexander über seine Mutter und über die Gründe zu reden, warum er ihn fortschicken will. Ihr Gespräch wird jedoch unterbrochen, als Worf zu einer Besprechung gerufen wird.
Chefingenieur La Forge stellt einen riskanten Plan vor, um die Welle zu stoppen: Die Enterprise muss sie durchqueren und dann vor ihr fünf Photonentorpedos zur Explosion bringen. Dadurch sollte die Welle aufgelöst werden. Da die Schutzschilde noch geschwächt sind, besteht aber eine gewisse Gefahr für das Schiff. Der Flug durch die Welle verursacht weitere Schäden und einige Bereiche des Schiffs müssen evakuiert werden, da sie durch die Explosion der Torpedos tödlicher Strahlung ausgesetzt werden. Worf registriert ein Feuer im Biolabor. Dort befindet sich eine Person, die der Computer als Alexander identifiziert, der entgegen Worfs Anweisung sein Quartier verlassen hat. Worf und der erste Offizier Riker machen sich auf den Weg, um Alexander zu retten. Ihnen bleiben maximal vier Minuten, bis die Torpedos abgefeuert werden müssen. Sie finden Alexander eingeklemmt unter einen umgestürzten Träger. Es gelingt ihnen, ihn zu befreien. Alexander ist besorgt um die Gilvos und besteht darauf, dass auch sie gerettet werden. Riker holt sie aus ihrem Käfig und gemeinsam schaffen sie es in letzter Sekunde aus der Gefahrenzone. Die Torpedos werden abgefeuert und die Welle löst sich auf.
Alexander wird auf der Krankenstation behandelt. Es tut ihm nun aufrichtig leid, seinen Vater erneut hintergangen zu haben. Er akzeptiert, dass er eine klingonische Schule besuchen soll, und verspricht, sich dort gut zu benehmen. Worf bietet ihm jetzt allerdings an, auf der Enterprise zu bleiben. Er meint, dies wäre für Alexander vielleicht eine noch größere Herausforderung und als sein Vater würde er diese gern mit ihm gemeinsam meistern.

## Verbindungen zu anderen Star-Trek-Produktionen
Die Soliton-Welle baut auf der Folge 4.07 (Tödliche Nachfolge) von 1990 auf, in der Alexander seinen ersten Auftritt hatte.
In Folge 1.11 (Die Nachfolge) von Star Trek: Deep Space Nine aus dem Jahr 1993 ist noch einmal ein corvanischer Gilvo zu sehen.

## Produktion

### Drehbuch
Die Arbeitstitel dieser Episode lauteten Trial Run und Barriers.
Die Idee, dass Alexander dauerhaft auf der Enterprise bleiben sollte, wurde bereits während der Produktion der Folge Tödliche Nachfolge diskutiert, doch damals wusste das Autorenteam noch nicht so recht, wie es mit der Figur weitergehen sollte. Daher wurde er zunächst zu seinen Großeltern auf die Erde geschickt. Erst während der fünften Staffel hatte man Ideen für eine Weiterentwicklung der Figur. Sara Charno und Stuart Charno schrieben eine entsprechende Geschichte, die von Grant Rosenberg zu einem Drehbuch ausgearbeitet wurde. Ronald D. Moore nahm einige Überarbeitungen vor, erhielt dafür aber keine Nennung in den Credits der Folge.

### Darsteller
Nachdem Alexander Rozhenko bei seinem ersten Auftritt in Tödliche Nachfolge von Jon Steuer gespielt worden war, übernahm von nun an Brian Bonsall diese Rolle. Er spielte Alexander insgesamt in sieben Folgen der Serie.
Georgia Brown hat hier ihren zweiten und letzten Auftritt als Worfs Adoptivmutter Helena Rozhenko. Sie starb wenige Monate nach den Dreharbeiten infolge von Komplikationen nach einer Operation.
Richard McGonagle, Darsteller von Ja'Dar, spielte auch Peter Harkins in zwei Folgen von Star Trek: Raumschiff Voyager.

### Modelle und Requisiten
Für das Testschiff, das auf der Soliton-Welle reiten soll, wurde das Modell eines Schiffs des Mars-Verteidigungsperimeters aus Folge 4.01 (Angriffsziel Erde) wiederverwendet.
Die corvanischen Gilvos wurden durch Handpuppen dargestellt, die von Michael Westmore entworfen und angefertigt wurden.

## Rezeption
Keith DeCandido bewertete Die Soliton-Welle 2012 auf tor.com als eine leicht unterdurchschnittliche Folge von Raumschiff Enterprise – Das nächste Jahrhundert. Er lobte die Schauspielleistung von Michael Dorn und Georgia Brown. Ihm gefiel außerdem die Begeisterung von La Forge für die neue Technologie der Soliton-Welle sowie dass die häufig vernachlässigte Prämisse, dass die Enterprise Familien beherbergt, hier endlich wieder genutzt wird. Die Umsetzung fand er allerdings schwach und viel zu klischeebeladen. Worf durchläuft hier jedes denkbare Klischee eines mit seinem Kind überforderten Elternteils. Die Beschädigungen, die die Enterprise am Ende der Folge erleidet, wirken so selektiv, dass sie ausschließlich dazu zu dienen scheinen, um Alexander in eine Gefahrensituation zu bringen, aus der sein Vater ihn retten kann.